# Острожки замък
Острожският замък (на украински: Острозький замок) е архитектурен ансамбъл, разположен на върха на хълм в град Острог, Ровненска област на Украйна. Замъкът е построен на мястото на дървено укрепление на Киевска Рус, разрушено от монголо-татарите през 1241 г. Първоначално това е била кула донжон, която в днешно време носи името Тухлената кула – на украински: Вежа мурованая.

## История
През XIV-XVI век замъкът принадлежи на князите Острог, най-богатите дворяни на Жечпосполита в онези времена, и достига най-големия си разцвет при Константин Острожки. През вековете е преустройван и модернизиран няколко пъти. Ансамбълът му се състои от кулата Мурованая (14 век), Кръглата кула (16 век), Богоявленската катедрала (15 – 16 век), камбанарията на портата (1905) и фрагменти от стени.

## Описание
Мурованая кула се намира в югоизточната част на замъка. След завършването на строителството ѝ през втората половина на XIV век, тя представлява донжон, по-късно преустройван няколко пъти и приема окончателния си вид в края на XIX век. Кулата е триетажна конструкция от пясъчник и тухли, по плана тя се доближава до формата на правоъгълник. От юг, запад и изток е укрепена с контрафорси, появили се през 15 – 17 век. В кулата има местен исторически музей.
Кръглата кула се намира в югозападната част на замъка. Тя е триетажна конструкция от камък и тухли, подсилена с три контрафорса, кръгла по план с трапецовиден изрез от страната на двора на замъка. Горните нива на двете кули придобиват ренесансов облик в края на 16 век.
На територията на град Острог освен замъка са запазени и няколко обекта от градските укрепления. Те включват Луцката надвратна кула и Татарската кула. И двете кули са построени от пясъчник през втората половина на XV и началото на XVI век. Това са триетажни конструкции по план, а по форма – съчетание на овал с правоъгълник. В Луцката кула се помещава музей на книгите (в градината близо до стените на замъка е имало печатница, в коятоИван Фьодоров е напечатал Острожката библия). Татарската кула е по-зле съхранена; значителна част от елипсовидната част на сградата не е оцеляла.

## Галерия
- Шоле. Замъкът Острожкият замък (1840 г.)
- Тухлената кула
- Кръглата кула
- Кръглата кула. Изглед от двора на замъка
- Богоявленска катедрала
- Камбанария над портата
- Луцката кула
- Татарската кула